# سیروس باور
سیروس باور (۱۳۱۳، مسجدسلیمان) معمار و مورخ معماری ایرانی و استاد دانشگاه تهران است.

## سرگذشت
سیروس باور درسال ۱۳۱۳ در مسجدسلیمان به دنیا آمد. به دلیل علاقه پدر به سمت یادگیری فنون و مهندسی مکانیک رفت و اوقات فراغت خود را در مکانیکی شرکت نفت کذراند. پس از پایان دوره ابتدایی به تهران آمد و وارد دبیرستان البرز شد. پس از دوره متوسطه در چند رشته از جمله مکانیک، برق و معماری در دانشسرای عالی و دانشکده هنرهای زیبا پذیرفته شد. نخست به سراع مکانیک رفت اما در ادامه از این رشته انصراف داد و در سال ۱۳۳۲ به دانشکده هنرهای زیبا رفت تا در رشته معماری تحصیل کند. در سال ۱۳۳۸ فارغ‌التحصیل شد و برای ادامه دادن تحصیل خود در مقطع دکتری وارد دانشگاه فلورانس ایتالیا شد. سپس به ایران بازگشت و مدتی به کار تدریس و طرراحی مششغول شد، اما دوباره در سال ۱۳۵۸ به برزیل سفر کرد و تا سال ۱۳۷۱ در آنجا ماند. او در ۵ کنکور ملی برزیل شرکت و در سه کنکور تقدیر دریافت می‌کند و در یک اتفاق جالب به دعوت رئیس‌جمهور پورکنیافاسو به آنجا سفر می‌کند ودر مدت ۲۰ روز طرحهای مسکن و شهر سازی را برای آنها پیاده می‌کند.

سیروس باور ابتدا و برای نخستین بار در سال‌های نخستین دهه ۴۰ و در دانشگاه ملی ایران دروس «تاریخ معماری مدرن»، «تاریخ شهرسازی» و «شهرسازی عملی» را بنیان می‌گذارد و خود نیز به تدریس آن همت می‌گمارد؛ دروسی که از فلسفه جنبش مدرن در اروپا شروع می‌شود و به پیدایش معماری و هنرمدرن می‌رسد. با تغییر برنامه‌های دانشکده معماری دانشگاه ملی و دانشکده هنرهای زیبای دانشگاه تهران که تحت تأثیر تحولات دانشکده‌های معماری اروپا انجام می‌شود، باور نیز در سال ۱۳۴۷ خود را به دانشکده هنرهای زیبای تهران منتقل می‌کند، جایی که پیش از عزیمت به اروپا در آن تحصیل کرده‌است. ترجمه کتاب «تاریخ معماری مدرن»لئوناردو بنه ولو از او بعدها پایه درس معماری مدرن اروپا می‌شود.

## آثار[۴]
- طراحی و اجرا مجتمع بهداشتی رفاهی پالایشگاه تهران
- طرح جامع شهرهای شیراز، یزد و شهر صنعتی کاوه
- طرح مدرسه صنعتی شهر آراکوژ برزیل
- طرح پارک بوتالیک شهر برازیلیا برزیل
- بنای یادبود برای کشته شدگان جنگ بورکینافاسو
- مرکز فرهنگی-اجتماعی شهر رسیف برزیل
- ساختمان حسابداری برازیلیا
- طرح جامع نمایشگاه بین‌المللی تهران
- مطالعات و تحقیقات پارک-موزه نفت مسجد سلیمان
- طرح چندین ساختمان مسکونی در شهر پیانو ایتالیا و تهران
- خانه شخصی معمار در تهران

## کتاب‌ها
- ترجمه کتاب «تاریخ معماری مدرن» نوشته «لئوناردو بنه ولو»